# Dupăpiatră
Dupăpiatră – wieś w Rumunii, w okręgu Hunedoara, w gminie Buceș. W 2011 roku liczyła 186 mieszkańców.